# Desmond Child
Desmond Child, ursprungligen John Charles Barrett, född 28 oktober 1953 i Gainesville, Florida, är en amerikansk musiker, låtskrivare och musikproducent. 
Desmond Child började sin karriär i rockbandet Desmond Child & Rouge, som han bildade 1973. Bandet släppte två album och hade även med låten "Last of an Ancient Breed" på soundtracket till filmen The Warriors från 1979. Framgångarna uteblev dock och det upplöstes 1980.
Större framgångar har Child haft som låtskrivare och producent. Han har arbetat och haft flera hits med artister och grupper som Kiss, Bon Jovi, Aerosmith, Alice Cooper, Cher, Michael Bolton, Ricky Martin och Meat Loaf.
Under vintern 2007 producerade han tillsammans med Harry Sommerdahl albumet Black Roses av den finländska gruppen The Rasmus, som släpptes i september 2008.
I januari 2009 uppgav Childs hemsida att han då skrev låtar tillsammans med den tyska rockgruppen Tokio Hotel.

## Diskografi
- Desmond Child & Rogue, 1979
- Runners in the Night, 1979
- Discipline, 1991

## Låtar i urval
Ett urval av låtar som Desmond Child har skrivt. De flesta är skrivna tillsammans med andra låtskrivare:
- Dude (Looks Like a Lady), Aerosmith
- Poison, Alice Cooper
- Save up all your tears, Cher
- Livin' on a Prayer, Bon Jovi
- You Give Love a Bad Name, Bon Jovi
- All about loving you, Bon Jovi
- I Was Made For Lovin' You, Kiss
- La copa de la vida, Ricky Martin
- Heaven's On Fire, Kiss
- Waking Up in Vegas, Katy Perry
- Livin' la vida Loca, Ricky Martin
- She Bangs, Ricky Martin
- Zoom/Zoom into me, Tokio Hotel
- You not me, Dream Theater